# Duarte Fernandes
Duarte Fernandes († 16. Jahrhundert in Portugal) war ein portugiesischer Schneider, der als erster Europäer Siam (Thailand) als Leiter einer Delegation besuchte. Dies hatte Auswirkungen auf die Geschichte beider Länder.

## Leben
Fernandes war ein sogenannter Cristão-novo, d. h. am Ende des 15. Jahrhunderts vom Judentum oder Islam zum Christentum (Zwangs-)Konvertierter. Als Teil der Expedition Diogo Lopes de Sequeiras kam er 1509 nach Malakka, wo er während der folgenden zwei Jahren gefangen gehalten wurde und in dieser Zeit Malaiisch lernte.
1511 wurde Malakka, bis dahin Hauptstadt eines eigenen Sultanats, von Afonso de Albuquerque erobert und dem portugiesischen Estado da India angegliedert. Fernandes kam aus dem Gefängnis frei und von Generalgouverneur Albuquerque auch wegen seiner exzellenten Malaiischkenntnisse als Leiter einer Delegation ins Königreich Siam ausgewählt.
Um das Ziel, die Hauptstadt Ayutthaya, zu erreichen, musste der Golf von Thailand überwunden werden und mit derselben chinesischen Dschunke fuhr man auf dem Fluss Chao Phraya in den Hafen ein.
Fernandes erhielt eine Audienz bei König Ramathibodi II., dem er einige wertvolle Gastgeschenke, so ein goldenes, mit Diamanten besetztes Schwert  sowie einen Brief von Generalgouverneur Albuquerque, dass Malacca nun dem Estado da India angegliedert worden war, überreichte. Der König billigte die Eroberung offensichtlich ohne Probleme. Im gleichen Jahr noch schickte der König wiederum zusammen mit Fernandes einen eigenen Boten mit reichen Gastgeschenken ausgestattet für den portugiesischen König nach Portugal.
Duarte Fernandes war der erste Europäer, der mit seiner Delegation Siam, dass heutige Thailand, betrat und somit den Grundstein für eine jahrhundertelange Freundschaft zwischen Europa und Thailand bzw. Siam im Allgemeinen und Portugal und Siam bzw. Thailand im Besonderen. So hatte der Freundschafts- und Handelsvertrag, der 1518 geschlossen wurde zwischen Portugal und Siam- der erste dieser Art für Siam mit einer europäischen Macht und für 337 Jahre auch der einzige- tiefgreifende Auswirkungen auf die Geschichte der beiden Länder.